# کلاودیو آمندولا
کلاودیو آمندولا (ایتالیایی: Claudio Amendola؛ زادهٔ ۱۶ فوریهٔ ۱۹۶۳) بازیگر، تهیه‌کننده فیلم، کارگردان فیلم، صداپیشه و مجری تلویزیون اهل ایتالیا است.
از فیلم‌ها یا برنامه‌های تلویزیونی که وی در آن نقش داشته است، می‌توان به زن ونیزی، ملکه مارگو، اولترا، سفر کاپیتان فراکاسا، سوارکار روی بام، تا ابد مری، تعطیلات در آمریکا و ناپلئون اشاره کرد.